# Вила-Боа-ду-Бишпу
Вила-Боа-ду-Бишпу (порт. Vila Boa do Bispo)  —  населённый пункт и район в Португалии,  входит в округ Порту. Является составной частью муниципалитета  Марку-де-Канавезеш. По старому административному делению входил в провинцию Дору-Литорал. Входит в экономико-статистический  субрегион Тамега, который входит в Северный регион. Население составляет 3085 человек на 2001 год. Занимает площадь 11,71 км².
Покровителем района считается Дева Мария (порт. Santa Maria).